# Charles Frohman
Charles Frohman, ameriški gledališki režiser in producent * 15. julij 1856 Sandusky, Ohio, Združene države Amerike † 7. maj 1915, Atlantski ocean.                                                                                         
Frohman je odkril in promoviral številne zvezde na ameriškem odru. Med bolj znanimi primeri je igra Peter Pan, ki jo je produciral tako v Londonu kot v ZDA; v ameriški produkciji je zaigrala Maude Adams, ki jo je odtlej javnost močno identificirala s to vlogo.
Leta 1896 je Frohman soustanovil Theatrical Syndicate, državno verigo gledališč, ki je imela vodilno vlogo v industriji potujočih gledaliških skupin, dokler brata Shubert nista postala dovolj močna, da sta končala njen praktični monopol. Sodeloval je z angleškimi producenti, vključno s Seymourjem Hicksom, s katerim je pred letom 1910 ustvaril niz londonskih uspešnic, kot so Quality Street, The Admirable Crichton, The Catch of the Season, The Beauty of Bath in A Waltz Dream. Skupno je Frohman produciral več kot 700 predstav. 
Na vrhuncu slave je Frohman umrl leta 1915 v potopu ladje RMS Lusitania.